# Castle of Indolence
Castle of Indolence – poemat osiemnastowiecznego szkockiego poety Jamesa Thomsona, opublikowany w 1748. Utwór jest alegorycznym przedstawieniem ówczesnej sytuacji politycznej w Wielkiej Brytanii. Utwór jest napisany dziewięciowersową strofą spenserowską, rymowaną ababbcbcc. Stanowi parodystyczne nawiązanie do Królowej  wieszczek Edmunda Spensera.
O mortal Man, who livest here by Toil,

Do not complain of this thy hard Estate;

That like an Emmet thou must ever moil,

Is a sad Sentence of an ancient Date:

And, certes, there is for it Reason great;

For, though sometimes it makes thee weep and wail,

And curse thy Star, and early drudge and late,

Withouten That would come an heavier Bale,

Loose Life, unruly Passions, and Diseases pale.
Poemat Thomsona stanowi pomost między Królową wieszczek a romantycznymi poematami ułożonymi strofą Spensera, takimi jak Wędrówki Childe Harolda George'a Gordona Byrona, Adonais Percy'ego Bysshe Shelleya i Wigilia świętej Agnieszki Johna Keatsa.